# Liolaemus eleodori
Espèce
Statut de conservation UICN

 LC  : Préoccupation mineure
Liolaemus eleodori est une espèce de sauriens de la famille des Liolaemidae.

## Répartition
Cette espèce se rencontre au Chili et dans la province de San Juan en Argentine.

## Étymologie
Cette espèce est nommée en l'honneur d'Eleodoro Sánchez.

## Publication originale
- Cei, Etheridge & Videla, 1985 "1983" : Especies nuevas de iguanidos del noroeste de la provincia de San Juan (Reserva Provincial San Guillermo), Argentina. Deserta, vol. 7, p. 316-323.